# Pochi inutili nascondigli
Pochi inutili nascondigli è una raccolta di sette racconti di Giorgio Faletti, pubblicata nel 2008 per la Baldini Castoldi Dalai.

## I racconti
I titoli dei racconti sono:
1. Una gomma e una matita
2. L'ultimo venerdì della signora Kliemann
3. Graffiti
4. Spugnole
5. La ragazza che guardava l'acqua
6. L'ospite d'onore
7. Physique du role

### Una gomma e una matita
Marco Barison è un giovane fumettista dotato di un enorme talento, che si ritrova in Grecia in vacanza insieme alla sua nuova amante Yohanna con la quale intende rifarsi una vita. Un giorno, nella sua residenza sulla scogliera, ritrova una gomma e una matita, e le usa per disegnare, come fa sempre, il panorama fuori dalla sua nuova casa; disegna però male il gabbiano e cancella quindi il disegno, ma quando riguarda il gabbiano, scopre non solo che è morto, ma che gli manca la testa, e sul disegno si forma una leggera macchia rossa sangue. A quel punto, una voce gli rimbomba nella sua testa, a ripetergli I tuoi occhi: queste sono in realtà le parole che Marco stesso aveva riferito a sua moglie Ivana, prima che ella lo lasciasse poi con Greg Martin, amico e datore di lavoro di Marco, e gli rubasse tutto il suo patrimonio, motivo per cui il giovane aveva deciso di scappare in Grecia prima di essere completamente rovinato. Ben presto, il fumettista si lascia possedere dal senso di vendetta e, una volta tornato a casa a Milano, inizia a vendicarsi di Ivana divertendosi alle sue spalle, facendole sparire la borsa, la macchina, il patrimonio e persino la casa.
Quando Ivana viene a sapere del ritorno di Marco, ella gli viene incontro raggiungendolo nella casa della di lui sorella Martina e gli propone una notte insieme come speranza di farsi perdonare. Marco le strappa i vestiti e la possiede come mai aveva fatto fino allora.  Una volta finito l'amplesso amoroso, approfitta del fatto che la sua ex-moglie dorme ancora e decide di disegnarla per poi ucciderla cancellandole in ordine gli occhi, la bocca, una mano e infine il cuore. Passa quindi da Greg, colui che era stato il suo migliore amico, e uccide anche lui colpendolo alla testa con una statuetta maya, per poi spostare il cadavere che, durante l'autopsia, verrà cancellato dalla gomma e dalla matita di Marco. Grazie a una testimonianza della sorella Martina, però, la polizia riesce a rintracciare Marco e a raggiungerlo a casa sua, e allora Marco decide di suicidarsi usando un'ultima volta la gomma e la matita: si fa un autoritratto e, prima di venire catturato, si cancella la gola e muore decapitato.

## Edizioni
- Giorgio Faletti, Pochi inutili nascondigli, collana Romanzi e Racconti, Dalai Editore, 6 maggio 2008,  pp. 376, ISBN 978-88-6073-438-9.

- Giorgio Faletti, Pochi inutili nascondigli, collana I tascabili, edizione illustrata, Baldini&Castoldi, 31 luglio 2014,  p. 376, ISBN 978-88-6852-209-4.

- Giorgio Faletti, Pochi inutili nascondigli, collana Romanzi e Racconti, Baldini&Castoldi, 6 luglio 2015,  p. 376, ISBN 978-88-6852-870-6.

- Giorgio Faletti, Pochi inutili nascondigli, collana I delfini. Best seller, La nave di Teseo, 11 febbraio 2021,  p. 396, ISBN 9788834606063.